# Teresa Táboas
María Teresa Táboas Veleiro és una doctora, arquitecta, professora i política espanyola. Va formar part del govern com a Consellera d'Habitatge i Sòl, de la Xunta de Galícia, entre 2005 i 2009. Escollida l'any 2009 diputada al Parlament Gallec, càrrec que va ocupar fins a febrer de 2012.

## Trajectòria
Va néixer en la Ciutat de Mèxic, filla d'emigrants d'Ourense, d'O Carballiño i de Beariz. És la major de quatre germans.
Passades les seves primeres etapes d'estudi, es va inclinar per l'arquitectura, tenint a Luis Barragán com a formador. Finalitzada la seva carrera a la Universitat Nacional Autònoma de Mèxic va tornar a la seva terra, treballant durant sis anys en l'estudi de César Portela i durant dos anys en el Concello de Marín.
El 1990 es va independitzar de l'estudi de Portela fundant el seu propi estudi com Teresa Táboas Estudi d'Arquitectura, on ha anat desenvolupant nombrosos projectes d'edificació i urbanisme.
Va obtenir el seu doctorat amb la tesi doctoral dirigida per l'arquitecte César Portela, titulada El Color en Arquitectura, obtenint la qualificació d'excel·lent cum laude, el jurat del qual va ser presidit per l'Arquitecte Félix Candela.
Entre 1999 i 2003, va ser presidenta de la delegació de Pontevedra del Col·legi Oficial d'Arquitectes de Galícia, sent escollida el 15 de maig de 2003 sent la primera dona presidenta-degana de COAG. També va formar part com a consellera del Consell Superior dels Arquitectes Espanyols, sent la segona dona que ocupa aquest càrrec des que es va fundar la institució el 1931. Va ser membre de les comissions consultives d'Arquitectura Sostenible i Urbanisme del Consell d'Arquitectes d'Europa, Parlament Europeu en representació del Consell Superior dels Col·legis d'Arquitectes d'Espanya. Va rebre la medalla d'or de la Universitat Anáhuac l'any 2006 per la seva trajectòria professional. Presidenta de la Comissió d'Habitatge del Consell d'Arquitectes d'Europa.
És mare de dos fills.

## Algunes publicacions

### Llibres
- Matilde Álvarez, teresa Táboas Veleiro, Manolo Figueiras, Xosé Lois Vázquez. 2007. Ocultacións i inexistències: [do 27 d'abril ao 10 de maio de 2007]. Ed. Difusora de Lletres, Arts i Idees. 166 pàg. ISBN  8493522384.
- Jacobo Fernández Serrano, Teresa Táboas Veleiro. 2007. Feísmo il·lustrat: [do 20 d'abril ao 10 de maio de 2007, Ourense]. 48 pàg. ISBN  8493522376.
- Almudena Fernández Carballal, Teresa Táboas Veleiro, Evaristo Nogueira Pol, Juan Jesús Raposo Arceo. 2004. Llei 9-2002 de 30 de desembre d'ordenació urbanística i protecció del mitjà rural de Galícia. Ed. Civîlis. 525 pàg. ISBN  8493351202.
- 2003. Jamilpa (Jamilpa és el lloc oníric, el racó irreal on conflueixen els somnis que solen confondre's amb la vida). Ed. Espai Obert. 148 pàg. ISBN  9709349309.
- 2003. 34 arquitectes Pontevedra. Ed. Col·legi Oficial d'Arquitectes de Pontevedra, 132 pàg.
- 1999. Emigració i arquitectura "Os Brasileiros". Ed. Servei de Publicacións, Deputación Provincial de Pontevedra. 71 pàg.
- 1991. El color en arquitectura. Ed. il·lustrada do Castro. 191 pàg. ISBN  8474925126.
- 2013. Les Amazones. Ed. Pluralia.

## Honors
- Gallega del mes de febrer de 2004 pel Grup Correu Gallego.[7]

Participant en concursos:
- Primer premi Centre d'Aqüicultura a l'Illa de Arosa (Pontevedra).
- Primer premi per a la reforma de la Plaça de Barcelos (Pontevedra).
- Primer premi per a l'ampliació del parc del Liceu Casino de Pontevedra.
- Segon premi per a la Biblioteca de Ciències Socials del campus de Santiago.
- Primer premi per 27 de V.P.O en Pereiro de Aguiar (Ourense).
- Primer premi per al centre comercial en Pereiro de Aguiar (Ourense).
- Segon premi en la Guarderia en Pereiro de Aguiar (Ourense).

Jurat de concursos d'Arquitectura:
- Membre del jurat que atorga el Premi Nacional d'Arquitectura a Espanya en la seva convocatòria de l'any 2003.